# German Open 1955
Die German Open 1955 im Badminton (auch Internationale Meisterschaften von Deutschland genannt) fanden am 12. und 13. März 1955 in Bonner Hans-Riegel-Halle statt. Es war die erste Auflage des Turniers.

## Sieger und Platzierte
| Disziplin    | Gold                           | Silber                       | Bronze                         |
| ------------ | ------------------------------ | ---------------------------- | ------------------------------ |
| Herreneinzel | Eddy Choong                    | David Choong                 | Erland Olsen                   |
| Herreneinzel | Eddy Choong                    | David Choong                 | Don Murray                     |
| Dameneinzel  | Hanne Jensen                   | Annelise Hansen              | Luise Schmitz                  |
| Dameneinzel  | Hanne Jensen                   | Annelise Hansen              | Grete Flensted                 |
| Herrendoppel | Eddy Choong David Choong       | Erland Olsen Niels Buchholst | Jap Tjiang Beng Arne Rasmussen |
| Herrendoppel | Eddy Choong David Choong       | Erland Olsen Niels Buchholst | Richard Lee B. S. Saw          |
| Damendoppel  | Annelise Hansen Grete Flensted | Hanne Jensen Luise Schmitz   | Bärbel Appelt Marlies Caspary  |
| Mixed        | David Choong Annelise Hansen   | Eddy Choong Hanne Jensen     | Arne Rasmussen Grete Flensted  |
| Mixed        | David Choong Annelise Hansen   | Eddy Choong Hanne Jensen     | Richard Lee Bärbel Appelt      |

## Finalergebnisse
| Disziplin    | Sieger                         | Finalist                     | Ergebnis          |
| ------------ | ------------------------------ | ---------------------------- | ----------------- |
| Herreneinzel | Eddy Choong                    | David Choong                 | 15–3, 9-15, 18–13 |
| Dameneinzel  | Hanne Jensen                   | Annelise Hansen              | 1-11, 11–2, 11–2  |
| Herrendoppel | Eddy Choong David Choong       | Erland Olsen Niels Buchholst | 15-2, 15-2        |
| Damendoppel  | Annelise Hansen Grete Flensted | Hanne Jensen Luise Schmitz   | 15-2, 15-1        |
| Mixed        | David Choong Annelise Hansen   | Eddy Choong Hanne Jensen     | 15–3, 15–9        |

## Referenzen
- Badminton-Sport 3 (1955) (3), S. 7
- https://www.german-open-badminton.de